# Inga Varg
Inga Varg (Bergslagen, Suecia, 28 de diciembre de 1952) es una arquitecta sueca. Varg ha trabajado en planificación urbana, arquitectura y diseño de interiores. 

## Formación
Varg se formó como arquitecta en la Escuela de Arquitectura del Real Instituto de Tecnología (Arkitekturskolan Kungliga Tekniska Högskolan, frecuentemente abreviado KTH), en Estocolmo.

## Trayectoria
Tras después de graduarse en 1978, Varg comenzó a trabajar en la firma del arquitecto sueco Lars Bryde, Lars Brydes Arkitektkontor. Lars Bryde es conocido por sus proyectos residenciales, así que durante este periodo Inga Varg participó en una serie de competiciones para el diseño de ese tipo de proyectos, destacando los del distrito de Täppan, en el centro-sur de la isla de Södermalm, en Estocolmo.
Varg comenzó a trabajar en Rosenberg & Stål Arkitektkontor en 1983 y se convirtió en copropietaria y codirigente de la firma, llamada entonces Rosenberg Arkitekter, en 1992, junto con el arquitecto de origen italiano Alessandro Ripellino.
En Rosenberg se hizo cargo de proyectos importantes, como el Forum de IBM en Kista o la Oficina Tekniska Verken en Linköping. Ambas obras serían premiadas. Las oficinas de IBM recibieron el Partek Höganäs keramikpri en 1986 por el diseño de su fachada. Las oficinas de Tekniska Verken merecieron el Premio Kasper Salin en 1994.
En Rosenberg Arkitekter Inga Varg estuvo a cargo del diseño y la construcción de varios edificios de oficinas (edificio de oficinas Flat Iron de Estocolmo, 2008), escuelas y otros edificios vinculados a la enseñanza (Casa Zanderska, con salas de formación para el Instituto Karolinska en el campus de la Universidad de Huddinge, 2002), así como edificios de viviendas y desarrollos de planificación urbana (viviendas Gladan en Kungsholmen y los planes urbanos y de vivienda para el nuevo distrito del Royal Seaport en Estocolmo).
En 2014 se separa de Rosenberg Arkitekter  y funda su propio estudio, Varg Arkitekter.
Inga Varg ha dado conferencias regularmente en KTH sobre técnicas de planificación y diseño de áreas residenciales. Ha ejercido de jurado de numerosos concursos de arquitectura, incluyendo el Premio Kasper Salin de la Asociación Sueca de Arquitectos y el Stora Samhällsbyggarpriset, un premio anual a la planificación de proyectos civiles y de urbanismo en Suecia. Varg ha sido también juez en otras competiciones de la Asociación de Arquitectos de Suecia.

## Premios
Su edificio Flat Iron recibió en 2010 el premio anual de la Federación Sueca de Hormigón (Svensk Betongs arkitekturpris) y el tercer premio como edificio del año (Årets Stockholmsbyggnad) otorgado por el Ayuntamiento de Estocolmo en 2012.